# Lolíta Lýmoura
Ioulíti Lýmoura (grec moderne : Ιουλίτη Λύμουρα), plus couramment appelée Lolíta Lýmoura (Λολίτα Λύμουρα), née le 10 mars 1985 au Le Pirée, est une joueuse internationale grecque de basket-ball jouant au poste de meneuse de jeu. 

## Carrière
- 1995-2000 :  Ethnikós Le Pirée
- 2000-2007 :  Esperídes Kallithéa
- 2007-2008 :  Virtus Viterbe
- 2008-2009 :  Pool Comense 1872
- 2009-2013 :  Athinaïkós Výronas
- 2013-2015 :  AEO Protéas Voúla
- 2015-2016 :  Panathinaïkós Athènes
- 2016-2017 :  PAOK Salonique